# Alan Hansen
Alan David Hansen (ur. 13 czerwca 1955 w Sauchie, Clackmannanshire, Wielka Brytania) – szkocki piłkarz, obecnie komentator sportowy. Karierę rozpoczął w klubie Partick Thistle F.C. w którym występował w latach 1973–1977 rozgrywając 108 meczów. W 1977 roku przeniósł się do Liverpool F.C., grając w The Reds do 1990. Hansen wystąpił w 623 spotkaniach Liverpoolu.
W reprezentacji Szkocji w piłce nożnej rozegrał 26 meczów w latach 1979–1987. Uczestnik Mistrzostw Świata 1982.